# Sempu (Limpung)
Sempu is een bestuurslaag in het regentschap Batang van de provincie Midden-Java, Indonesië. Sempu telt 1960 inwoners (volkstelling 2010).